# Evas bok
Evas bok är en roman av Marianne Fredriksson, den första i hennes författarskap. Evas bok är en skönlitterär tolkning av bibelns händelser och handlar om Adam och Eva.
Boken finns även utgiven på danska, norska, tyska och nederländska.